# دوکی دی کاشیس، ریو دو ژانیرو
دوکی دی کاشیس (به پرتغالی: Duque de Caxias) یک شهر در برزیل است که در ایالت ریو د ژانیرو واقع شده‌است.

## خصوصیات
دوکی دی کاشیس ۴۶۴٫۵۷۳ کیلومترمربع مساحت و ۸۷۳٬۹۲۱ نفر جمعیت دارد و ۷ متر بالاتر از سطح دریا واقع شده‌است.